# كلارك غراسي
كلارك غراسي (بالإنجليزية: Clark Gracie)‏ هو فنان قتالي أمريكي، ولد في 17 يوليو 1984 في كاليفورنيا في الولايات المتحدة.